# Кырыккудык (Жетысуская область)
Кырыккудык (каз. Қырыққұдық, до 2008 г. — Жаркент) — село в Панфиловском районе Жетысуской области Казахстана. Входит в состав Улькеншыганского сельского округа. Код КАТО — 195655300.

## Население
В 1999 году население села составляло 1645 человек (829 мужчин и 816 женщин). По данным переписи 2009 года, в селе проживало 1750 человек (849 мужчин и 901 женщина).